# Riccardo Walter
Riccardo Walter (Schio, 24 settembre 1895 – Schio, 14 maggio 1980) è stato un politico e partigiano italiano.

## Biografia
Soldato di Cavalleria durante la prima guerra mondiale, viene condannato per propaganda socialista al Processo di Pradamano.
Partigiano, venne eletto nelle file del Partito Comunista Italiano nella I e II Legislatura, dal 1948 al 1958.